# Elizabeth Stuart-Wortley
Elizabeth Caroline Mary Stuart-Wortley, Baronesa Wharncliffe (Crichton, 1779 - 1856), con el título de Lady Elizabeth Crichton desde 1789 hasta su matrimonio, fue una aristócrata británica nacida en Irlanda y artista conocida por su dibujo y pintura paisajística y figurativa. Algunas de estas obras se encuentran en la colección y los archivos de la Tate.

## Trayectoria
Stuart-Wortley fue hija de John Crichton, primer conde Erne y de su segunda esposa, la ex Lady Caroline Hervey, hija de Frederick Hervey, cuarto conde de Bristol, nieta de Lord Stuart de Wortley, el primer conservador elegido como miembro del Parlamento de Sheffield. y hermana de la famosa Lady Elizabeth Foster. 
Se casó con James Stuart-Wortley, primer barón Wharncliffe el 30 de marzo de 1799, con el que tuvo cuatro hijos:
- John Stuart-Wortley-Mackenzie, segundo barón Wharncliffe (1801-1855).
- Charles Stuart-Wortley-Mackenzie (1802-1844).
- James Archibald Stuart-Wortley (1805-1881), procurador general.
- Caroline Jane Stuart-Wortley-Mackenzie (m. 12 de junio de 1876), casada el 30 de agosto de 1830 con John Chetwynd-Talbot (1806-1852).

Existen cuatro retratos de cuando era niña en la National Trust Collection. 

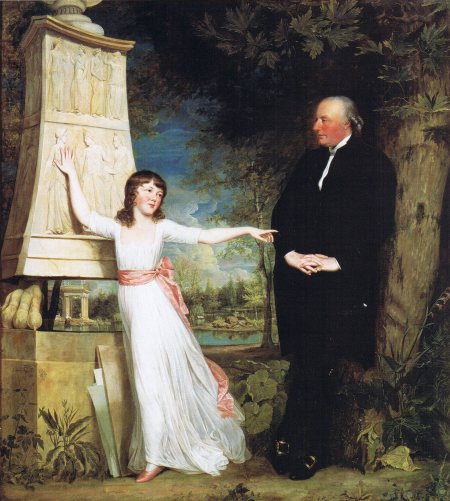
Caroline Creighton con su abuelo, Frederick Hervey, en los jardines de la Villa Borghese en Roma.

Stuart-Wortley murió en diciembre de 1845 a la edad de 69 años y fue sucedido en la baronía por su hijo mayor, John cuyo hijo Edward, tercer barón, fue nombrado Conde de Wharncliffe en 1876. Elizabeth, la baronesa viuda de Wharncliffe murió en abril de 1856. 
Se pueden encontrar 55 obras, incluyendo una pintura de paisajes y una serie de bocetos de modelos de Wharncliffe en la Colección y Archivo Tate.

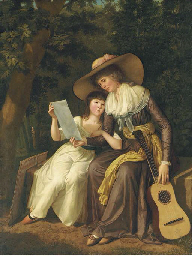
Caroline Creighton con su madre, Mary, condesa de Erne.

## Otras lecturas
Las cartas de Stuart-Wortley están guardadas en los Archivos Nacionales.